# Pilar Gargallo
Pilar Gargallo (Catalunya, 1959) és una exjugadora de tennis de taula catalana.
En categoria juvenil, aconseguí diversos títols estatals. Competí en categoria absoluta amb el Club de 7 a 9, aconseguint un Campionat d'Espanya (1979) i dues Lligues espanyoles (1979, 1983). Amb el Club Tennis Barcino, guanyà dues Copes de la Reina (1980, 1981) i dues Lligues (1980, 1981). Individualment, fou campiona d'Espanya en quatre ocasions en la modalitat de dobles (1978, 1980, 1982, fent parella amb Pilar Lupón, 1983). A nivell provincial, aconseguí dos Campionats de Barcelona de dobles (1976, 1983). Internacional amb la selecció espanyola, participà en dos Campionats del Món (1979, 1981) i un d'Europa (1976). També aconseguí la medalla d'argent per equips als Jocs Mediterranis de 1983.